# Hypoponera ursa
Hypoponera ursa is een mierensoort uit de onderfamilie van de Ponerinae. De wetenschappelijke naam van de soort is voor het eerst geldig gepubliceerd in 1924 door Santschi.